# Svolgimento della guerra di secessione americana

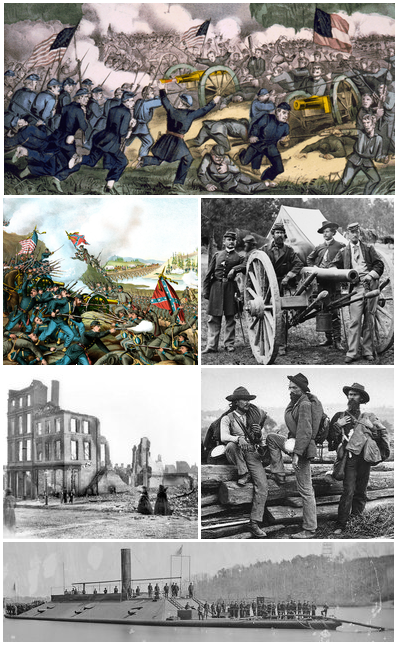
Alcune immagini della guerra di secessione americana.

Di seguito i principali avvenimenti dello svolgimento della guerra di secessione americana, combattuta dal 12 aprile 1861 al 23 giugno 1865 fra gli Stati Uniti d'America e gli Stati Confederati d'America, entità politica sorta dalla riunione confederale di Stati secessionisti dall'Unione.

## Gli inizi

### Il precipitare della crisi

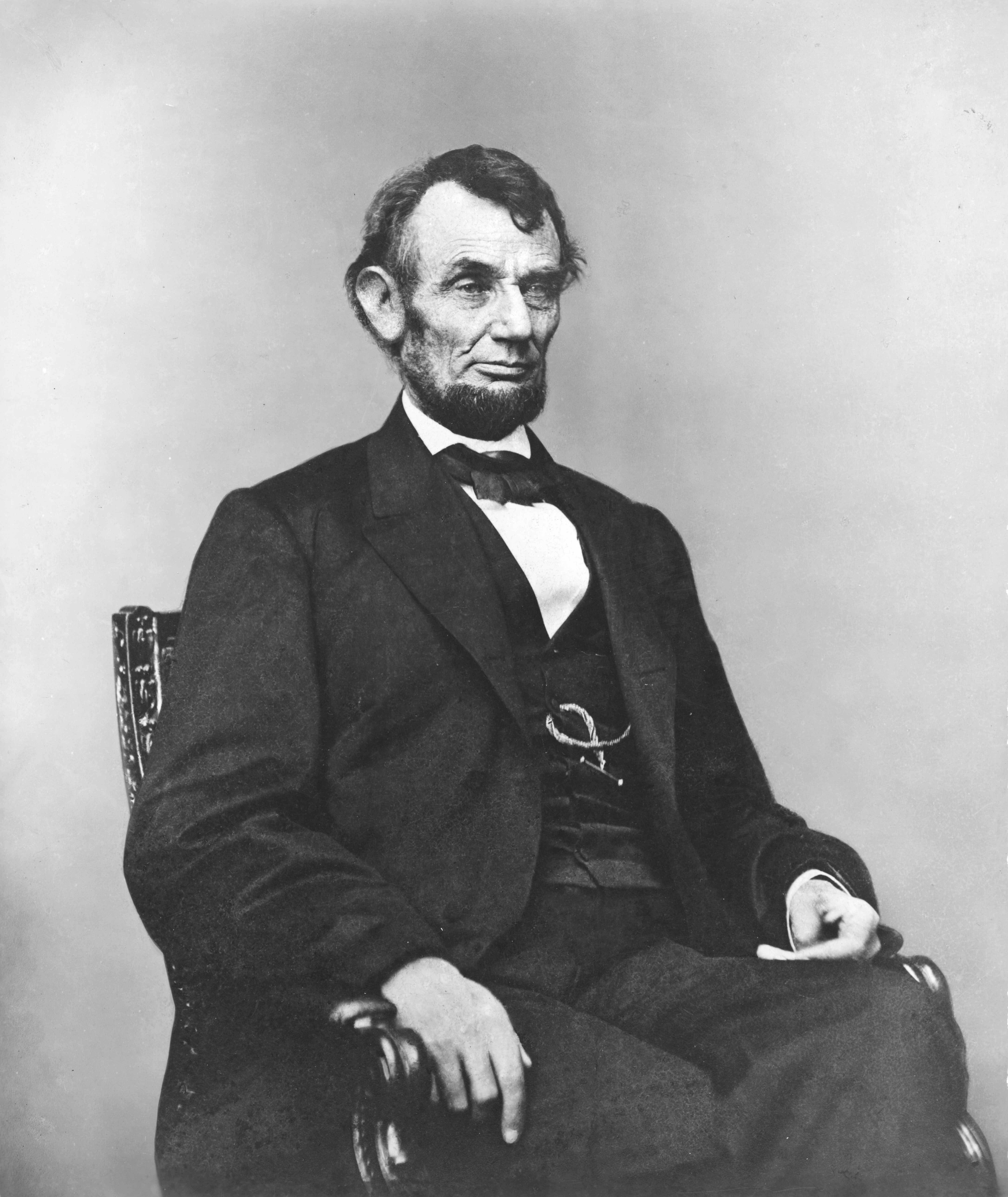
Abraham Lincoln, presidente degli Stati Uniti d'America dal 1861 al 1865.

La vittoria di Lincoln alle elezioni presidenziali negli Stati Uniti d'America del 1860 spinse la Carolina del Sud a staccarsi dall'Unione (20 dicembre 1860). Nel gennaio del 1861, altri sei stati (Mississippi, Florida, Alabama, Georgia, Louisiana e Texas) fecero lo stesso.
Il 7 febbraio, a Montgomery, in Alabama, i rappresentanti dei sette stati elessero presidente Jefferson Davis, un piantatore schiavista del Mississippi, ex ufficiale nella guerra messico-statunitense, che aveva rappresentato il suo Stato al Senato ed aveva rivestito la carica di Segretario alla Guerra degli Stati Uniti d'America sotto la presidenza di Franklin Pierce.
I rappresentanti elaborarono anche una costituzione provvisoria, poi sostituita da quella definitiva, per gli Stati Confederati d'America; questa non differiva di molto da quella degli Stati Uniti, salvo una maggior enfasi sui cosiddetti diritti degli Stati e sulla preservazione della schiavitù negli Stati Uniti d'America. I sette stati iniziarono a confiscare le proprietà federali sui loro territori, incluse naturalmente le strutture militari, come le fortezze e gli arsenali.
Il maggiore Robert Anderson, comandante della guarnigione di Fort Sumter, vicino a Charleston, nella Carolina del Sud, rifiutò di consegnarsi.

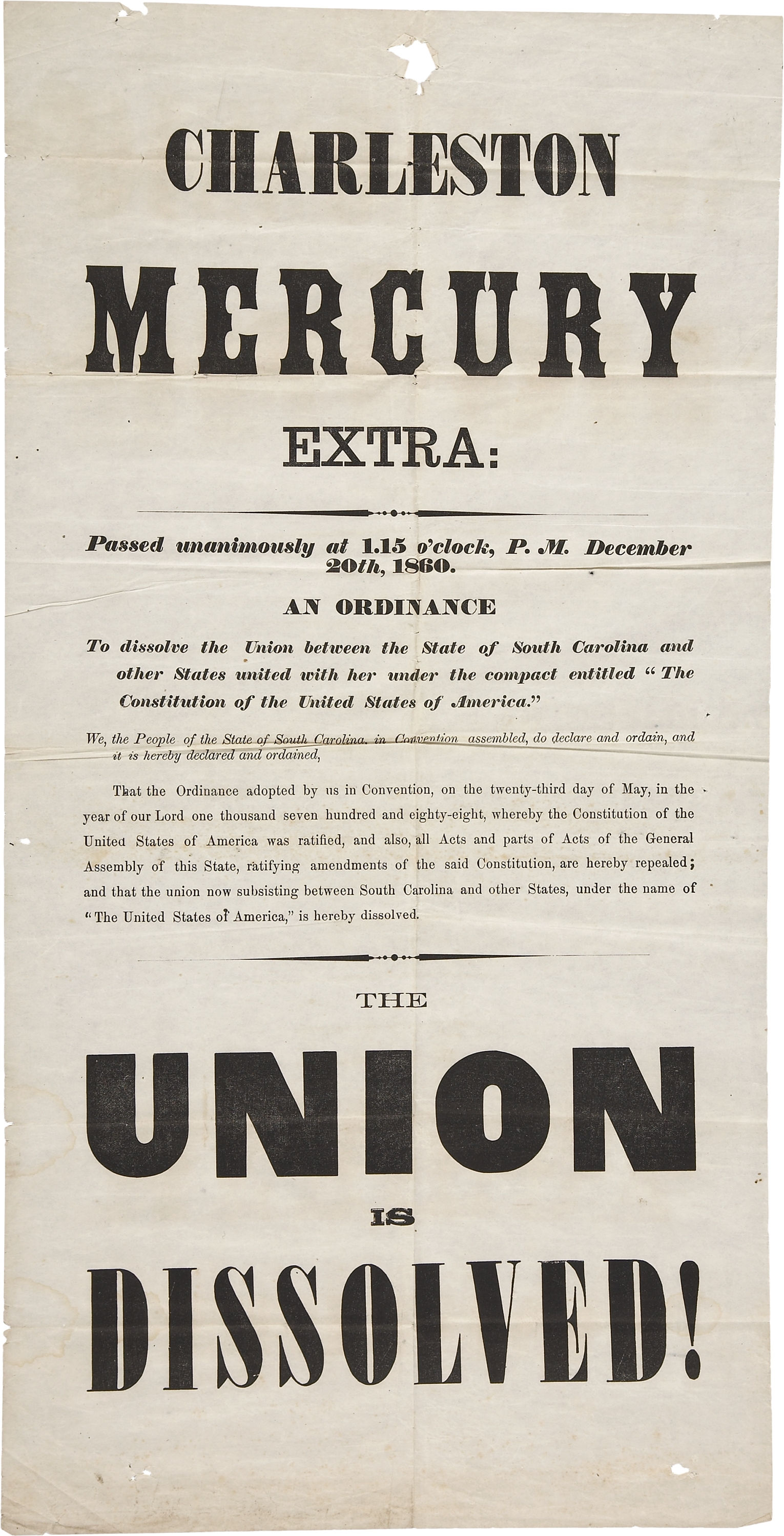
La prima pubblicazione stampata della secessione.

Sempre in febbraio, si tennero a Washington dei negoziati, che fallirono. Per il momento, comunque, i rimanenti stati del Sud rimasero nell'Unione. La presidenza di James Buchanan, pur ritenendo incostituzionale la secessione, decise di non reagire militarmente, confidando in una soluzione pacifica e ritenendo di non poter usare la forza contro gli Stati.
Dal canto loro, i governatori di alcuni stati del nord come Massachusetts, New York e Pennsylvania iniziarono segretamente a comprare armi e a preparare le unità della milizia alla guerra.
Il 4 marzo 1861 Abraham Lincoln iniziò il suo mandato presidenziale. Nel discorso inaugurale, il nuovo presidente proclamò che la secessione degli Stati del Sud era contro la Costituzione e, quindi, illegale. Lincoln dichiarò di non voler attaccare gli Stati secessionisti, ma che avrebbe usato la forza per mantenere il possesso delle proprietà federali entro i loro confini.
Il discorso presidenziale si chiuse con un invito a restaurare i legami con la federazione. Lincoln rifiutò di negoziare con gli inviati della Confederazione, in quanto espressi da un governo illegittimo.

### Primi colpi di cannone a Fort Sumter. La secessione dell'Alto Sud
Intanto il maggiore Anderson, comandante di Fort Sumter (un ufficiale originario del Kentucky), fece sapere che le sue scorte erano ridotte al lumicino. Dal momento che il forte in questione era uno dei due rimasti all'Unione nel Sud, Lincoln prese contatti con il governatore del South Carolina e gli chiese di permettere l'invio a Sumter di rifornimenti, assicurandogli che non sarebbero stati inviati rinforzi, e neppure armi e munizioni. Su ordine di Jefferson Davis, il generale confederato Pierre Gustave Toutant de Beauregard attaccò il forte prima che i rifornimenti potessero essere inviati.
L'attacco a Fort Sumter avvenne il 12 aprile. Il giorno dopo, la guarnigione si arrese. Lincoln chiese allora agli stati rimasti nell'Unione di inviare truppe per riprendere il forte. Vennero richiamati nell'esercito federale settantamila uomini, per novanta giorni, nella speranza che tre mesi fossero sufficienti a reprimere la rivolta.
La mobilitazione provocò un deciso aggravarsi della crisi: quattro stati, Tennessee, Arkansas, Carolina del Nord e, soprattutto, la Virginia, che fino ad allora avevano rifiutato di aderire alla Confederazione, decisero di non inviare truppe contro gli stati secessionisti. I quattro Stati si staccarono quindi dall'Unione, entrando nella Confederazione.

Per riguardo alla Virginia, la capitale confederata venne spostata a Richmond. La decisione non fu felice dal punto di vista militare, in quanto la città si trovava vicino al fronte, al termine delle linee di rifornimento. La stessa vulnerabilità era peraltro condivisa dalla capitale unionista, Washington, al punto che si era temuta un'incursione nemica il giorno dell'inaugurazione presidenziale.

Altri stati strettamente correlati al Sud, il Maryland, il Kentucky, il Delaware ed il Missouri, rimasero fin dall'inizio nell'Unione. Il presidente proclamò la legge marziale nel primo di questi (d'importanza altamente strategica, in quanto prossimo alla capitale federale) causando in forma diretta il collasso del movimento secessionista locale.

Il Kentucky si dichiarò neutrale, ma le violazioni della sua neutralità da parte delle truppe confederate lo spinsero a parteggiare decisamente per l'Unione. In Delaware i partigiani della secessione furono del tutto minoritari e l'opzione non venne mai considerata seriamente. 

Il Missouri dovette essere occupato dalle forze federali, anche se nella capitale dello Stato, Saint Louis (Missouri) la popolazione, formata in buona parte da immigrati tedeschi americani, fu dal principio favorevole agli unionisti.
Anche negli stati secessionisti, peraltro, si trovavano alcune zone favorevoli all'Unione. L'est del Tennessee era anti-secessionista. 

La parte occidentale della Virginia, dove non si trovavano piantagioni e la popolazione non amava particolarmente i grandi piantatori, dichiarò la secessione dal resto dello Stato e rimase nell'Unione (nel 1863 sarebbe diventata un nuovo Stato, la Virginia Occidentale). In Alabama, tentò una via simile la contea di Winston.
Il comandante generale dell'esercito statunitense, Winfield Scott, era un ufficiale capace e, contrariamente a molti suoi colleghi e ai dirigenti politici, aveva sentore delle perdite che il conflitto avrebbe potuto provocare. Per vincere la guerra in poco tempo e con il minor spargimento di sangue possibile, egli elaborò quindi il cosiddetto Piano Anaconda.
Esso avrebbe dovuto consistere in un ferreo blocco dell'Unione, un blocco navale dell'intera costa, per strangolare l'economia del nemico. Nel contempo, un'avanzata delle forze federali avrebbe preso il Mississippi, dividendo il Sud e minacciando alle spalle il fronte confederato in Virginia. Lincoln approvò il piano, ma trascurò gli avvertimenti di Scott, ordinando immediatamente l'attacco di Richmond.

### Valutazioni sull'episodio di Forte Sumter
(Robert Augustus Toombs.)
L'episodio che diede inizio alla guerra civile è oggetto di due differenti ed opposte interpretazioni. 
- Secondo l'Unione la causa immediata della guerra fu l'attacco delle forze confederate a Fort Sumter, ubicato in Carolina del Sud, quindi sul territorio della Confederazione, ma ancora tenuto da unità dell'Unione. Il bombardamento fu più dimostrativo che altro, e la guarnigione si arrese dopo una difesa poco convinta e pressoché impossibile. L'episodio fu però un casus belli sufficiente perché l'Unione si ritenesse aggredita.
- Secondo la Confederazione - in base a considerazioni di diritto internazionale - l'Unione, che aveva ricevuto in concessione dagli Stati componenti le fortificazioni costiere, fra le quali Fort Sumter, alla dichiarazione di secessione avrebbe dovuto ritirare le proprie forze militari ubicate sui territori degli Stati secessionisti, salvo ottenere una breve proroga per portare a compimento l'evacuazione. L'Unione, per contro, nel febbraio 1861 rinforzò le proprie guarnigioni, fatto che, secondo il diritto internazionale consuetudinario, costituiva aperta violazione dell'integrità territoriale tanto della Carolina del Sud quanto della Confederazione ed era quindi da considerarsi atto di guerra.

L'Union Army, che nel 1860 non aveva che 16.367 uomini, aveva cominciato a mobilitare ed a decuplicare i suoi effettivi; non esisteva la coscrizione al tempo di questi fatti e solo in seguito si istituì una formazione riservata specificamente ai volontari afroamericani: le United States Colored Troops.
Le Forze armate confederate introdussero la coscrizione all'inizio delle ostilità.

## Il Teatro Orientale
Il fronte orientale, che comprendeva Virginia, Virginia Occidentale, Maryland, Pennsylvania, il Distretto di Columbia, e la costa della Carolina del Nord, interessò le aree più densamente popolate e fu teatro delle più sanguinose battaglie della guerra.

### Nel 1861 - 1863
La prima battaglia di Bull Run fu la prima grande battaglia terrestre della guerra civile. Combattuta il 21 luglio 1861, vide la schiacciante vittoria confederata che fece temere una possibile occupazione della vicina Washington. In settembre Truppe Confederate entrano nel Kentucky, mettendo fine alla sua neutralità.
Tra il marzo e il luglio del 1862, l'Unione lanciò un'offensiva su larga scala nella Virginia sud orientale. La Campagna Peninsulare, comandata dal maggior generale George McClellan, aveva come scopo di occupare la capitale confederata di Richmond, aggirando le forze nemiche.
Le truppe federali ebbero inizialmente successo arrivando a poche miglia dall'obiettivo, ma l'eccesso di prudenza di McClellan e i successi strategici del generale confederato Thomas Jonathan Jackson nella Campagna della Valle ne rallentarono l'azione. L'entrata in azione del generale Lee cambiò le sorti della campagna e, nelle successive Battaglie dei Sette Giorni, l'Unione dovette subire delle perdite importanti, l'arretramento lontano da Richmond ed il definitivo abbandono del piano di McClellan.
Scampato il pericolo Lee scatenò una violenta controffensiva. Nell'agosto 1862 la vittoria ottenuta nella seconda battaglia di Bull Run aprì le porte all'invasione del Maryland da parte dell'esercito confederato. 
Nella successiva Campagna del Maryland, tuttavia, le forze sudiste non ottennero i risultati sperati e le perdite subite nella battaglia di Antietam convinsero Lee ad arretrare le truppe in territorio confederato e, sul fronte opposto, convinsero Lincoln ad emanare il Proclama di emancipazione. 
Rimosso McClellan dal comando, fu il maggior generale Ambrose Burnside, al comando dell'Armata del Potomac, a tentare di sconfiggere Lee, ma la sconfitta alla battaglia di Fredericksburg ed il conseguente fallimento della "Marcia nel fango" ne causarono la sua sostituzione. Nel maggio 1863 le truppe confederate sconfissero quelle unioniste nella battaglia di Chancellorsville.
Lee decise di capitalizzare la vittoria, muovendosi in una seconda invasione del Nord, con molteplici obiettivi: sconvolgere i piani Federali per la campagna estiva, recuperare l'Armata imprigionata nell'assedio di Vicksburg da Ulysses S. Grant, strappare all'Unione le ricche fattorie del Nord, minacciare Filadelfia, Baltimora e Washington, dare forza al crescente movimento dei Copperheads (il "pacifismo a tutti i costi" propugnato da una frangia dei Democratici). 
Si scontrò con l'esercito unionista nella battaglia di Gettysburg, dove ebbe luogo il più grande scontro che fosse mai stato combattuta sul suolo americano. Alla fine di tre giorni di combattimenti disperati i Confederati dovettero riconoscere la sconfitta. Allo stesso tempo, sul Mississippi, il generale Grant prendeva la città di Vicksburg costringendo alla resa un intero esercito sudista. 
L'Unione controllava ormai tutta la valle del Mississippi, tagliando in due la Confederazione. Ma gli sforzi del generale George G. Meade per inseguire ed annientare le truppe di Lee con la Campagna di Bristoe prima e la Campagna di Mine Run poi non sortirono grandi effetti.

### Nel 1864 - 1865
Agli inizi del 1864, le vittorie e le capacità dimostrate da Ulysses S. Grant lungo il fronte occidentale convinsero Lincoln ad affidargli il comando di tutte le forze armate dell'unione. Grant preparò immediatamente una strategia offensiva unitaria su più teatri di operazione in territorio confederato, l'obiettivo primario sarebbe stata la distruzione dell'esercito di Lee. Conscio della superiorità numerica e tecnologica del suo esercito, Grant sapeva del grande vantaggio unionista nel supplire le perdite con nuovi arruolamenti e decise di affrontare Lee con una guerra di attrito, disposto a pagare l'alto prezzo richiesto di vite umane (e ciò gli valse l'appellativo di "macellaio").
La Campagna Terrestre, la più sanguinosa della guerra, fu la mossa decisiva di Grant per vincere la guerra e, a dispetto delle battaglie inconcludenti (su tutte la di battaglia di Cold Harbor) e delle perdite (55.000 vittime per l'Unione, 32.600 per i Confederati), l'operazione risulterà essere una grande vittoria strategica per l'Unione. Ingaggiando le forze di Lee senza consentirne la fuga, Grant lo forzò in una posizione insostenibile.
Mentre Grant bloccava Lee in uno scontro diretto, le truppe unioniste si incaricarono di occupare la Valle dello Shenandoah, centro cruciale per l'agricoltura degli stati sudisti e asse principali nei collegamenti tra Nord e Sud. Lee inviò uno dei suoi migliori generali, Jubal Anderson Early, a fermare l'avanzata unionista.
Early, non si limitò ad un'azione difensiva, ma con un'incursione a sorpresa arrivò alle porte di una Washington poco protetta e solo il sacrificio dei nordisti nella battaglia di Monocacy permise ai corpi inviati da Grant di accorrere a difesa della capitale nella battaglia di Fort Stevens.
Grant pose il mag. gen. Philip Henry Sheridan alla guida dell'Armata dello Shenandoah che, con una tattica molto aggressiva, ebbe ragione delle truppe di Early ed occupò definitivamente la valle dando un colpo decisivo all'economia degli Stati del sud e segnando un passo decisivo per la rielezione di Lincoln.
Grant studiò un cambiamento di strategia rispetto alla precedenti campagne: decise di conquistare Richmond passando per Petersburg (Virginia), centro dei rifornimenti per la capitale Confederata. La conquista della città da parte delle forze dell'Unione avrebbe reso impossibile per Lee continuare a difendere Richmond. Un primo tentativo di bloccare i collegamenti tra i due centri urbani fallì nel corso della Campagna di Bermuda Hundred. 
L'Assedio di Petersburg, cominciato nel giugno 1864, si protrasse per oltre 9 mesi, e rappresentò il primo esempio nella storia di guerra di trincea. Nonostante le numerose perdite inflitte al nemico l'esercito confederato si ritrovò stremato da un inverno di guerra su una linea di oltre 30 miglia, malattie e diserzioni. 
Nella primavera del 1865, con la campagna di Appomattox, l'offensiva di Grant riuscì a tagliare definitivamente le linee ferroviarie che garantivano gli approvvigionamenti all'esercito sudista a Petersburg. La città venne abbandonata ed anche Richmond cadde in mani federali. L'ultima speranza di Lee risiedeva nell'unire il suo esercito con le forze confederate nella Carolina del Nord, ma Grant e Sheridan misero in piedi una caccia senza tregua.
Con le spalle al muro, in inferiorità numerica ed a corto di rifornimenti, Lee capitolò a seguito della battaglia di Appomattox, il 9 aprile. Il generale Grant ricevette la resa del generale Robert E. Lee e dei 22.349 fanti, 1.559 cavalieri e 2.576 cannoni rimasti al suo comando.
Il generale Joseph Eggleston Johnston si arrese a sua volta il 26 aprile 1865 al generale William Tecumseh Sherman.
Jefferson Davis tentò di fuggire verso il Messico, ma fu preso da una colonna di cavalleria il 10 maggio: sarebbe rimasto poi imprigionato senza giudizio per due anni.
L'ultima resa ebbe luogo il 23 giugno 1865: fu quella del generale di Brigata Stand Watie, capo Cherokee, unico generale nativo americano della guerra civile.

## Il Teatro Occidentale
Con la definizione di "Teatro Occidentale" si identificava, geograficamente e dal punto di vista della campagna elettorale, la zona delimitata a ovest dal fiume Mississippi e a est della catena montuosa degli Appalachi. Gli stati coinvolti erano quelli del Kentucky, Tennessee, Alabama e Mississippi. Con l'evolversi della situazione, a partire dal 1864, la definizione del teatro venne ampliata fino a comprendere le operazioni in Georgia e nella Carolina.
Le operazioni nel sud-ovest vengono invece inquadrate nello scenario del Teatro Trans-Mississippi. Lo scenario di guerra fu radicalmente differente da quello ad est. Gli scontri si svolsero su una grande superficie, coinvolgendo Bianchi, Neri e nativi nordamericani, spesso per delle poste che risalivano a vecchie rivalità e tenaci rancori che si snodarono sul terreno nel modo più brutale e selvaggio: una specie di guerra nella guerra che sopravvisse per qualche tempo alla cessazione ufficiale delle ostilità.
Sebbene meno al centro delle attenzioni del fronte orientale, l'Ovest risultò decisivo ai fini della guerra. Il prestigio del Teatro Orientale fu dovuto a molteplici fattori: il coinvolgimento delle capitali e delle maggiori città, la densità di popolazione, la concentrazione di giornali nelle principali città dell'est, le inaspettate vittorie confederate, la fama dei generali impegnati. Tuttavia fu all'Ovest che i nordisti ottennero quelle vittorie necessarie per vincere la guerra, e fu qui che operarono e si formarono i migliori generali federali (Grant, George H. Thomas, Sherman e Sheridan).

### Nel 1862 - 1863
Nel gennaio 1862 la vittoria di Mill Springs aprì le porte del Kentucky ai Federali; il generale Ulysses S. Grant concretizzò la supremazia nordista vincendo in febbraio la battaglia di Fort Henry prima e la battaglia di Fort Donelson poi.
Nell'aprile 1862 l'Armata del Tennessee entrò in territorio nemico e per i sudisti fu il crollo del fronte occidentale a cui seguì la caduta di Nashville. La durissima battaglia di Shiloh, la più costosa in termini di vite umane nella storia americana fino a quel momento con 23.746 perdite complessive, fu l'estremo tentativo dei Confederati di mantenere il controllo sulla regione.
Shiloh si concluse con la sconfitta dell'Armata confederata del Mississippi e l'uccisione del generale Albert Sidney Johnston, considerato dal Presidente Davis il migliore tra gli alti ufficiali Sudisti. L'armata confederata si rifugiò quindi a Corinth (Mississippi), ove ebbe inizio l'Assedio di Corinth da parte del maggior generale Henry Halleck. 
Il generale Beauregard con uno stratagemma riuscì a far fuggire i 60.000 soldati confederati abbandonando la città e la quasi totalità dello Stato in mani nordiste. Nello stesso mese di aprile i sudisti cadevano sconfitti anche nella battaglia dell'Isola numero 10 e con essa l'alto corso del Mississippi veniva irrimediabilmente perduto, mentre la flotta di David G. Farragut forzava la foce del fiume, vincendo nella battaglia New Orleans e ottenendo così il basso corso del Mississippi aperto all'Union Navy. La Confederazione era ad un passo dall'essere tagliata in due.
Le forze sudiste si concentrarono allora a Vicksburg, punto dominante sul fiume, a metà strada tra Memphis e New Orleans. La città, già naturalmente protetta, venne ulteriormente fortificata e posta a guardia del Mississippi. Nell'estate 1862 i federali lanciarono una prima offensiva contro la città.
A giugno l'Armata Confederata del Mississippi passò sotto il comando del generale Braxton Bragg che riorganizzò le forze sudiste, facendo anche ampio ricorso alla legge sulla coscrizione ed assunse il comando di tutte le operazioni nel settore compreso tra Chattanooga e il fiume Mississippi (compreso) riuscendo temporaneamente ad arrestare l'accerchiamento nordista.
Nel novembre 1862 Grant progettò la svolta e lanciò la Campagna di Vicksburg, sebbene per lunghi mesi molte importanti operazioni navali, le manovre delle truppe terrestri, i tentativi di accerchiamento, e le battaglie scatenate dai federali andassero incontro a dei fallimenti. L'azione risolutiva venne mossa nell'aprile 1863 quando, sfruttando l'errore tattico del comando supremo confederato (l'aver scelto il Mississippi come linea di confine tra due comandi indipendenti) e le divergenze sorte tra Joseph Eggleston Johnston e John Clifford Pemberton, riuscì infine ad accerchiare Vicksburg, sconfiggendo Johnston alla battaglia di Jackson e Pemberton alla battaglia di Champion Hill, isolando così le forze confederate e cingendo d'assedio la città che capitolò il 4 luglio 1863.
Sempre nel 1863 William Starke Rosecrans scatenò un'imponente offensiva in Tennessee e Georgia, riuscendo prima ad imporsi nella sanguinosa battaglia di Stones River, poi, nel corso dell'estate, a condurre la vittoriosa Campagna di Tullahoma ed infine a conquistare Chattanooga con la campagna di Chickamauga prima di essere fermato dalla sconfitta ad opera del generale Bragg nella battaglia di Chickamauga.
Gli unionisti si rifugiarono a Chattanooga. Quando la città e l'intera Armata del Cumberland sotto assedio per due mesi furono sul punto di capitolare, un provvidenziale intervento del generale Grant, a cui era stato affidato il comando delle forze federali nell'Ovest, mutò le sorti della Campagna e con la vittoria nordista nella Campagna di Chattanooga i confederati furono definitivamente cacciati dal Tennessee.
Il Kansas stette nelle mani delle forze dell'Unione, ma subì i raid sanguinosi di bande d'irregolari che si dichiaravano della Confederazione. Le azioni dei guerriglieri sudisti raggiunsero un grado tale da divenire estremamente imbarazzanti per le autorità confederate.
Nell'agosto 1863 il criminale comune William Clarke Quantrill mise a sacco la città di Lawrence (sede degli irregolari del Kansas, filo-unionisti noti come Jayhawker), e massacrò 150 civili. Questo pericoloso bandito saccheggiava ed uccideva senza esitazione, in nome della Confederazione, che non gli aveva dato mai il minimo ordine.

### Nel 1864 - 1865

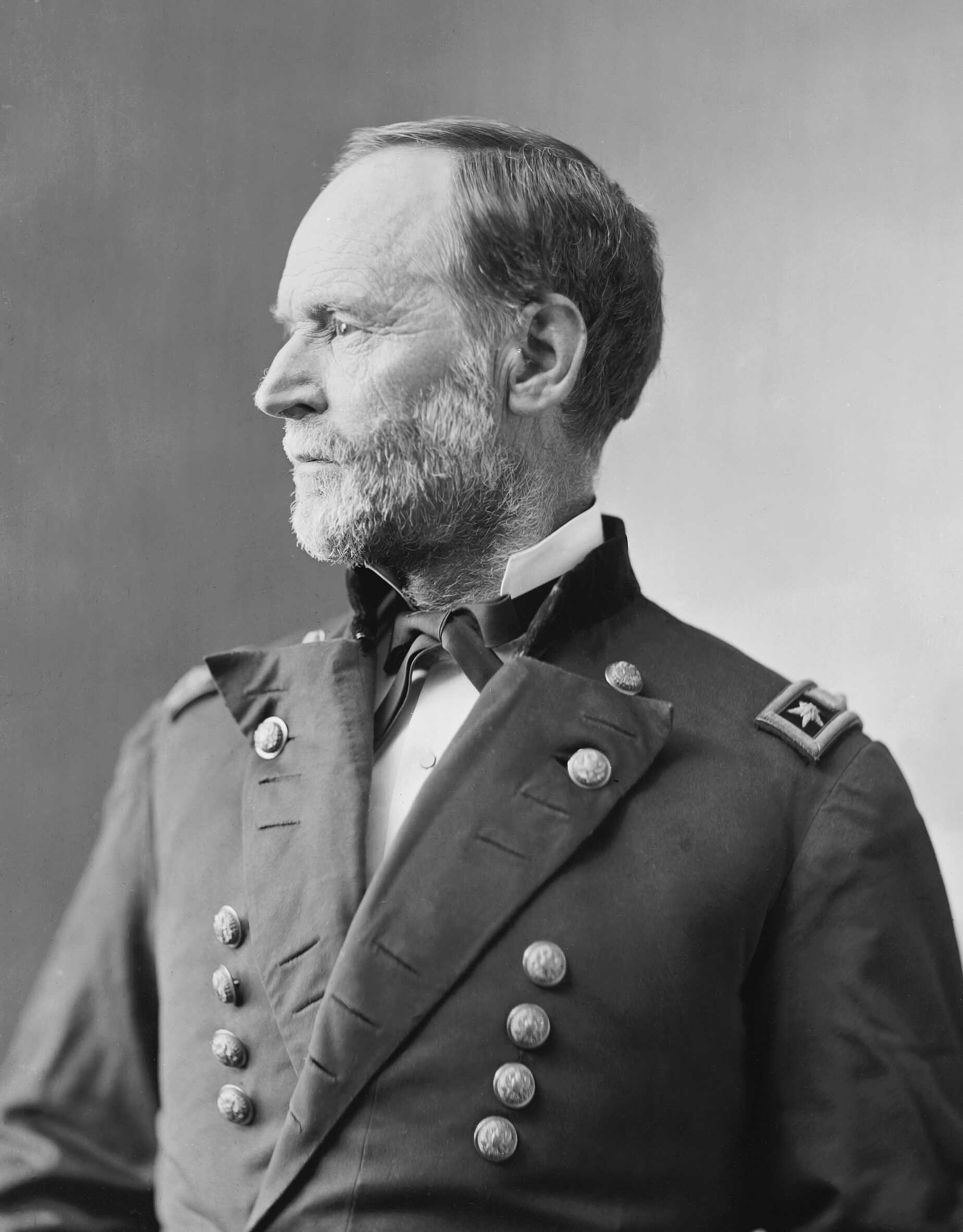
Il maggior generale William Tecumseh Sherman.

Alla fine del 1863 Lincoln promosse Grant comandante di tutti gli eserciti dell'Unione ed il comando delle armate dell'Ovest passò nelle mani del generale William Tecumseh Sherman che nel maggio del 1864 lanciò la Campagna di Atlanta. Sherman, noto per la sua aggressività in battaglia, si trovò ad affrontare l'abile ed esperto Johnston che, nonostante la netta inferiorità numerica (50.000 uomini ed un'Armata contro i 112.000 federali in tre Armate), riuscì a rallentare l'avanzata nordista sfruttando la perfetta conoscenza del territorio.
Sherman non cadde, tuttavia, nelle trappole poste dal nemico evitando accuratamente di giungere allo scontro frontale su terreni sfavorevoli e grazie ad una perfetta organizzazione delle sue linea di approvvigionamento arrivò a luglio alle porte della capitale della Georgia. Atlanta era protetta da poderose opere difensive, l'Armata confederata del Tennessee era nettamente più riposata dopo la lenta ritirata strategica e Johnston era pronto ad accogliere le Armate federali quando, cedendo alle proprie antipatie personali, il Presidente Jefferson Davis lo sostituì con il generale John Bell Hood.
Hood, accogliendo le richieste presidenziali, adottò una tattica particolarmente spericolata e aggressiva che portò alla disfatta sudista e l'esercito confederato dovette lasciare Atlanta. La conquista di Atlanta contribuì enormemente al morale del Nord e risultò un fattore fondamentale per la rielezione del Presidente Lincoln.
Presa Atlanta, Sherman ordinò a tutta la popolazione di abbandonare la città. Hood preparò la sua controffensiva: l'Armata del Tennessee, anziché tentare la riconquista, avrebbe puntato verso il Tennessee e il Kentucky, distruggendo le lunghe vie di comunicazione e approvvigionamento federali, affrontando l'Armata del generale Thomas, in collaborazione con la cavalleria di Nathan Bedford Forrest (di lì a poco fondatore del Ku Klux Klan) e con Beauregard comandante confederato dell'Ovest.
L'ultima controffensiva confederata fallì miseramente con la Campagna di Franklin-Nashville, nella quale il gen. Thomas decimò l'Armata del Tennessee e Hood rassegnò le dimissioni.
Ma la risposta di Sherman fu estremamente audace: ordinò la distruzione delle sue linee di rifornimento, diede Atlanta alle fiamme e lanciò la marcia verso il mare, muovendo le sue truppe verso Savannah in una corsa in direzione delle sponde dell'Oceano Atlantico. 
In un mese i Federali coprirono 400 km, presero Milledgeville (Georgia), la capitale georgiana, costrinsero alla fuga Governo ed Assemblea, distrussero ogni magazzino, ferrovia, edificio militare, saccheggiarono campi, orti ed allevamenti, presero Forte McAllister assicurandosi il controllo totale del fiume Ogeechee, ed infine conquistarono Savannah, tagliando ancora una volta in due la Confederazione.
A Sherman fu ordinato di ricongiungersi con le forze di Grant, ma il generale nordista ottenne il permesso di condurre le sue armate verso nord attraversando gli Stati della Carolina del Sud e della Carolina del Nord. La Campagna delle Caroline fu una nuova grande marcia: in 50 giorni le truppe federali coprirono quasi 700 km e il 26 aprile 1865, 17 giorni dopo la resa di Lee, il comandante confederato J. Johnston, che aveva riunito tutte le forze sudiste non impegnate nell'assedio di Petersburg, fu costretto ad arrendersi.
La resa di Johnston rappresentò la fine virtuale della Confederazione anche se alcuni piccoli gruppi di ribelli continuarono a resistere, soprattutto nella regione del Mississippi, nelle pianure e nella prateria dell'Ovest. Corteggiati da ambedue le parti i Cherokee ed altre tribù pellirosse combatterono spesso sotto le due bandiere. Il Cherokee Stand Watie, unico nativo americano a diventare generale di Brigata nei ranghi confederati, alla testa delle sue truppe fu l'ultimo ad arrendersi, a fine giugno 1865.
La fine del conflitto lascerà degli odi non sopiti ed un sottofondo di violenza, che alimentarono degli uomini come Frank James e Jesse James, i quali rifiutarono di deporre le armi e continuarono sulla strada del furto e dell'uccisione, organizzando dei sanguinosi assalti contro le banche ed i treni.

## Il Teatro Trans-Mississippi
L'area ad ovest del Mississippi, comprendente Missouri, Arkansas, Texas, Territorio Indiano e parte della Louisiana, costituiva il Dipartimento Trans-Mississippi. Insieme alla parte del Territorio del Nuovo Messico a sud del 34º parallelo costituì il fronte di guerra conosciuto come Teatro Trans-Mississippi, all'interno del quale si svolsero 75 battaglie, secondo la classificazione del National Park Service.
Isolato dagli eventi a est, il teatro Trans-Mississippi vide continuare la guerra civile per diversi mesi dopo la resa di Lee nell'aprile 1865. L'ultima battaglia della guerra si svolse a Palmito Ranch nel sud del Texas e si concluse con una vittoria confederata.

### Il Territorio del Nuovo Messico e il Territorio Confederato dell'Arizona
Il Territorio del Nuovo Messico nel corso della guerra fu rivendicato dai governi di entrambi gli schieramenti. Ritenuto cruciale per il controllo degli Stati Uniti sudoccidentali e per l'accesso alla California, fu oggetto di trattative politiche fin da prima dello scoppio della guerra, che miravano alla creazione di un territorio separato dell'Arizona nella metà meridionale della regione.
Il 1º agosto 1861, dopo la vittoria nella prima battaglia di Mesilla, il Col. John Baylor proclamò il Territorio Confederato dell'Arizona, ufficialmente riconosciuto dal presidente Jefferson Davis il 14 febbraio 1862. Dopo la creazione del nuovo Territorio, Baylor procedette allo smantellamento dei forti unionisti nella zona, lasciando però l'area in balia degli Apache. Gli eserciti di entrambi gli schieramenti tentarono di controllare il fenomeno impegnandosi contro le tribù indiane nelle Guerre Apache. Baylor diede l'ordine di attirare tutti gli Apache in una trappola con la finta promessa di colloqui di pace e sterminarli. Quest'ordine spinse il Presidente Davis a rimuoverlo dalla carica di governatore.
Nel febbraio 1862 il Brig. Gen. Confederato Henry Hopkins Sibley lanciò la Campagna del Nuovo Messico, volta alla conquista del Nuovo Messico e a penetrare in California. I Confederati avanzarono verso nord lungo il Rio Grande, vinsero la battaglia di Valverde, ma non riuscirono a catturare Fort Craig, principale roccaforte dell'Unione nel territorio. Non disponendo di approvvigionamenti sufficienti per tentare un assedio, continuarono l'avanzata verso Santa Fe e Fort Union, lasciandosi alle spalle la forza nordista.
Alla battaglia di Glorieta Pass, i Confederati sconfissero un'altra truppa federale, ma furono costretti a ritirarsi in seguito alla distruzione della loro carovana contenente la maggior parte dei rifornimenti e munizioni. Con scorte limitate e munizioni e in inferiorità numerica, Sibley si ritirò dapprima ad Albuquerque e successivamente in Texas. La sconfitta strategica di Glorieta Pass pose fine alla Campagna ed impedì ai sudisti di tentare la cattura di Denver.
Un successo in questa campagna avrebbe garantito il controllo delle principali fonti di oro e argento fondamentali per finanziare lo sforzo bellico, e la marina dell'Unione avrebbe avuto il difficile compito di tentare il blocco di centinaia di miglia di costa del Pacifico. In aprile, volontari unionisti della Colonna della California spinsero i Confederati fuori dall'Arizona con la vittoria nella battaglia di Picacho Pass.

### Missouri
Il Missouri rappresentò uno degli Stati cuscinetto nella guerra di secessione: spaccato in due, con due governi, fornì uomini e risorse ad entrambi gli schieramenti (110.000 soldati per l'esercito dell'Unione e 40.000 soldati per l'esercito confederato). Con oltre 1.200 combattimenti, fu il terzo Stato, dopo Virginia e Tennessee, per numero di scontri. 

Entrato nell'Unione nel 1820, trovò serie difficoltà nel gestire il suo status di Stato schiavista perché, in base alla legge federale e a causa del compromesso del Missouri, gli schiavi che fuggivano negli Stati liberi confinanti diventavano uomini liberi. Sul finire degli anni cinquanta il Kansas-Nebraska Act generò una guerra de facto tra schiavisti residenti nel Missouri ed abolizionisti nel Kansas per decidere lo status secondo il quale il Territorio del Kansas sarebbe entrato a far parte dell'Unione: era il Bleeding Kansas
Alla vigilia della guerra, il Missouri optò per una posizione di neutralità, e nelle elezioni del 1860 Lincoln ricevette solo il 10% dei voti dello Stato. Il 10 maggio 1861 le forze militari dell'Unione si scontrarono con i civili per le strade di Saint Louis, causando la morte di 28 persone e il ferimento di altre 100.
La tensione del Missouri salì alle stelle, ponendo le basi per atti di violenza tra le fazioni sostenitrici di Unione e Confederazione. Il generale unionista Nathaniel Lyon depose dall'incarico il Governatore Claiborne Jackson, simpatizzante per il Sud. Jackson ed i politici pro-confederati fuggirono dallo Stato e istituirono un governo in esilio, riconosciuto dalla Confederazione, ma impotente all'interno del Missouri.
Il mag. gen. Sterling Price e la sua Guardia di Stato del Missouri, fedele al Governatore, combatté nell'estate 1861 le battaglie di Boonville e Carthage contro le truppe federali di Lyon. Il 22 luglio 1861 Lyon prese la capitale, Jefferson City, e il 28 luglio nominò Hamilton Rowan Gamble come governatore dello Stato.
Il 10 agosto 1861 le forze della Guardia di Stato del Missouri sconfissero l'esercito federale nella battaglia di Wilson's Creek, il più cruento scontro di tutta la guerra ad ovest del fiume Mississippi, con 1317 perdite tra i nordisti (perse la vita anche Lyon) e 1230 tra le forze del Missouri che per la prima volta avevano richiesto l'aiuto formale degli Stati Confederati d'America. Questa vittoria e le successive nella prima battaglia di Lexington e nella battaglia di Liberty consegnarono alla Confederazione il controllo della regione sudoccidentale del Missouri.

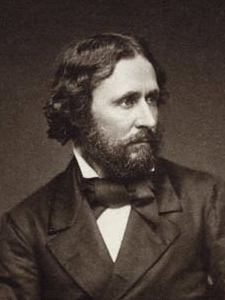
John Charles Frémont, nominato nuovo Comandante del Dipartimento dell'Ovest

John Charles Frémont venne nominato nuovo Comandante del Dipartimento dell'Ovest. Impose la legge marziale e dichiarò liberi gli schiavi del Missouri di proprietà di chi aveva preso parte ad azioni contro l'Unione. Nel mese di ottobre 1861, il governo presieduto da Jackson votò formalmente la secessione. Quando Jackson morì in carica nel 1862, il suo vice governatore, Thomas Caute Reynolds, gli succedette. Tra il 1862 e il 1864, si scatenò una violenta guerriglia in cui truppe irregolari di entrambi gli schieramenti combattevano con gli eserciti regolari.
Privi di controllo diretto i guerriglieri si resero artefici di imboscate, scontri, e veri e propri massacri ai danni della popolazione civile. La guerriglia alleata ai Confederati venne soprannominata Bushwhackers ed annoverò tra le sue file personaggi del calibro di "Bloody Bill" Anderson, William Clarke Quantrill, Jesse James. Tra le forze alleate dell'Unione divennero famosi gli irregolari del Kansas, noti come Jayhawkers. Tra gli episodi più nefasti della guerriglia si ricordano il Sacco di Osceola, l'incendio di Platte City e il massacro di Centralia.
Nel 1863 in seguito alla strage di Lawrence, in Kansas, l'Unione accusò gli agricoltori delle zone rurali del Missouri di istigazione o favoreggiamento. Venne pubblicato l'Ordine Generale n. 11 che costrinse all'evacuazione tutti i residenti delle zone rurali delle quattro contee a sud del fiume Missouri, al confine con il Kansas, la confisca delle proprietà (poi bruciate), e l'esilio di chi non poteva dimostrare la lealtà verso l'Unione.
Il raid di Price dell'autunno 1864, culminato con la vittoria nordista nella battaglia di Westport, rappresentò l'ultimo tentativo, fallito, di riconquista del Missouri dei Confederati.

### Texas e Louisiana
Texas e Louisiana rappresentavano la "porta d'ingresso della Confederazione". Per tutta la durata della guerra le coltivazioni di cotone fornirono le merci di scambio con l'Europa per ottenere armi e forniture di ogni genere. Decisa a chiudere questo commercio, l'Unione attuò diversi tentativi d'invasione del Texas. Le vittorie confederate nella battaglia di Galveston e nella seconda battaglia di Sabine Pass li respinsero. 
L'Unione andò incontro ad un nulla di fatto nella Campagna del Red River nella parte occidentale della Louisiana, in particolare la sconfitta nella battaglia di Mansfield di fatto pose fine all'ultimo tentativo di invasione della regione fino alla caduta della Confederazione. La battaglia di Palmito Ranch, in Texas, combattuta dal 12 al 13 maggio 1865, fu l'ultima della guerra civile americana.

### Territorio Indiano
Durante la guerra, il Territorio indiano venne utilizzato come terra di confino per le tribù native americane degli Stati Uniti meridionali che erano state esiliate dalle loro terre. L'area ha ospitato numerosi scontri e sette battaglie ufficialmente riconosciute. Le principali tribù indiane si allearono con la Confederazione, anche se non mancarono eccezioni di reggimenti indiani volontari ('Indian Home Guard') a fianco dell'Unione.
Quasi 8000 nativi americani vennero assoldati tra le file confederate. Il capo Cherokee Stand Watie, raggiunse il grado di generale di Brigata nell'esercito confederato. La più grande battaglia combattuta nel Territorio Indiano fu quella di Honey Springs, con circa 6000 soldati impegnati, in gran parte indiani. La vittoria dei nordisti assicurò all'Unione il controllo della zona.
Il 25 giugno 1865, a Fort Towson, Stand Watie è stato l'ultimo generale confederato ad arrendersi ufficialmente. Successivamente Watie partecipò a Washington ai negoziati di pace.

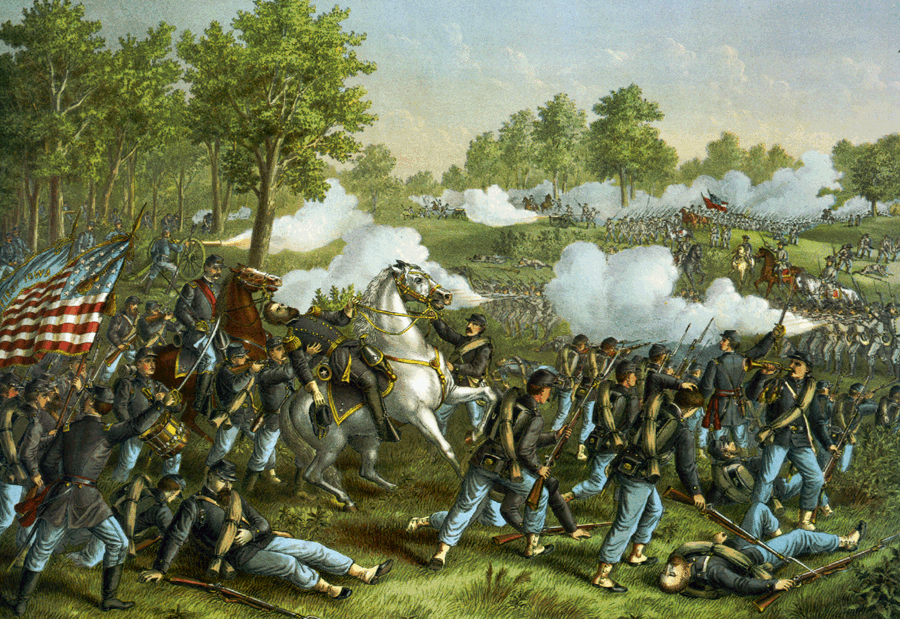
Battaglia di Wilson's Creek.

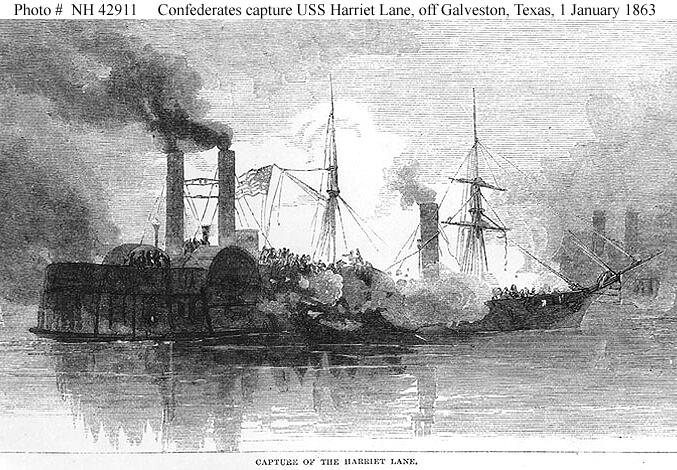
La Bayou City cattura la USS Harriet Lane durante la battaglia di Galveston.

## Il Teatro della Costa Pacifica
Anche il Dipartimento del Pacifico, che includeva gli stati California, Oregon e Nevada, e i Territori di Washington, Utah e Idaho fu teatro di guerra. Sebbene truppe ufficiali di Federali e Confederati non arrivarono mai allo scontro, i nordisti si trovarono a fronteggiare forze confederate irregolari, in una zona caratterizzata da forti simpatie secessioniste. Navi da guerra della Marina degli Stati Confederati operarono lungo la costa americana del Pacifico, tanto che l'ultimo colpo sparato della guerra civile americana fu nel Mare di Bering al largo dell'Alaska. Si registrarono infruttuosi tentativi da parte della Confederazione per l'acquisto o il sequestro di navi da commercio unioniste sulla costa occidentale.
L'esercito Federale bloccò i tentativi per mettere a punto un piano per formare la "Repubblica del Pacifico" nei territori di California e Oregon ed il brig. gen. Albert Sidney Johnston, che comandava le truppe federali del Dipartimento del Pacifico, accusato di collaborazione con i secessionisti si dimise dall'incarico. Raggiunta Richmond, Johnston si unì alla causa confederata, raggiungendo il secondo grado più alto fra i Generali confederati, ma venne ferito mortalmente nella battaglia di Shiloh.
Nel settembre 1861 venne istituito il distretto della California del Sud per controllare eventuali mire secessioniste della popolazione. La sede del distretto venne utilizzata come base per la Colonna della California, il principale gruppo di volontari unionisti impegnato nel settore occidentale.
Il Presidente Abraham Lincoln, preoccupato del fatto che la California sarebbe stata tagliata fuori dal resto dell'Unione, inviò numerosi reggimenti per proteggere le rotte di posta e le linee di comunicazione verso l'ovest. I numerosi scontri tra le truppe federali e gli indiani dei territori sfociarono in una vera e propria guerra. La più famosa battaglia delle Guerre indiane fu il massacro di Bear River.

## Conseguenze
La guerra di secessione fu l'episodio più traumatico della storia degli Stati Uniti. Durante i quattro anni di questa guerra 617 000 uomini erano stati uccisi ed altrettanti se non di più erano stati feriti. Il Nord perse in tutto 359 000 uomini, circa un soldato ogni cinque, ed il Sud ne perse “solo” – a paragone del Nord, 258 000, circa un soldato ogni quattro. Erano morti molti più uomini di epidemie e di malattie che non sul campo di battaglia, nel rapporto di quattro a uno.
Alle perdite militari si aggiungono alcune decine di migliaia di vittime civili.
Le distruzioni operate durante la guerra dall'Unione vittoriosa, seguite da politiche di sfruttamento economico, specialmente da parte dei carpetbagger, immigrati economici venuti dal Nord viaggiando con una valigia di tela, associati agli scalawag, originari del Sud collaboranti con il nuovo potere (e visti come pecore rabbiose), causarono una tenace amarezza fra i vecchi Confederati ed i loro discendenti verso il governo federale.
Questo fallimento nel tranquillizzare questa parte del paese contribuì al persistere della difficoltà, per molti decenni, nel far applicare i diritti civili degli antichi schiavi afroamericani nel Sud ed un esodo massiccio verso il Nord di fronte ad organizzazioni terroristiche come il Ku Klux Klan.